# Tann (Baviera)
Tann é um município da Alemanha, situado no distrito de Rottal-Inn, no estado da Baviera. Tem 37,55 km² de área, e sua população em 2019 foi estimada em 3.960 habitantes.